# Vincenzo Ranuzzi
Vincenzo Ranuzzi (Bologna, 1º ottobre 1726 – Ancona, 27 ottobre 1800) è stato un cardinale italiano della Chiesa cattolica.

## Biografia
Gaspare Vincenzo Ranuzzi nacque a Bologna nell'omonima famiglia senatoria dei conti di Porretta  il 1º ottobre 1726 dal senatore Marcantonio conte di Porretta e da Maria Ermellina Anna Teresa Bergonzi, figlia del marchese Alessandro di Costamezzana nel ducato di Parma. Fu il quarto di cinque figli: le sorelle Dorotea nata nel 1720 e Camilla nata nel 1722, Girolamo futuro senatore nato nel 1724, Vincenzo Gaspare, Giovanni Carlo nato nel 1728 e morto in giovane età. Era pronipote del cardinale Angelo Ranuzzi morto nel 1689.
Fu battezzato il 3 ottobre coi nomi di Vincenzo Antonio Baldassarre, più tardi cambiato con quello di Vincenzo Gaspare, avendo per padrino il conte Angelo Ferdinando Ranuzzi Cospi. Il padre Marcantonio, che morì nel 1735, fu dal 1719 il nono senatore della famiglia e il decimo conte. La sorella Dorotea sposò il conte Giulio Bajardi di Parma; Camilla sposò il marchese Antonio Gherardini di Verona; Girolamo, che morì nel 1784, divenne il decimo senatore della famiglia nel 1735 e l'undicesimo conte: sposò Maria dei marchesi d'Alsazia e in seconde nozze Maria Bianchetti. D'indole, come scrive un biografo "soave e temperata" Vincenzo Ranuzzi si era distinto anche per ingegno ed applicazione allo studio, mentre una soda pietà lo portava ad abbracciare la vita ecclesiastica. Avviato alla carriera ecclesiastica, come il fratello Giovanni Carlo allievo della Pontificia accademia ecclesiastica come convittore, ma morto prematuramente quindicenne, Vincenzo studiò presso il collegio romano dei gesuiti e dal 1746 completò gli studi intrapresi alla Pontificia Accademia Ecclesiastica. Dalla morte del padre nel 1735, la madre amministrò la contea fino al 1747 e si occupò della carriera dei figli. Fu infatti la madre a chiedere a papa Benedetto XIV di patrocinare la carriera di Vincenzo in nome della comune origine bolognese, trattando per l'acquisto di una prelatura vacabile nel 1746. Fu incoraggiato e premiato dallo stesso pontefice il quale "vide tosto di quale lustro potea essere per la Chiesa Ranuzzi, scrive il biografo Angelo Astolfi e ben seppe vieppiù rincorarlo allo studio delle leggi civili, e canoniche, additandogli i ministeri onorevoli a cui tali scienze l'avrebbero condotto".
Vincenzo si addottorò in utroque iure all'Università La Sapienza di Roma il 5 aprile 1753, divenendo referendario delle due Segnature e iniziando la carriera curiale come prelato ponente della congregazione del Buon governo. Il 25 aprile 1755 mentre era ponente della Sacra Congregazione del Buon Governo, divise i beni paterni col fratello Girolamo, tenendo per sé la tenuta di Zenerigolo. Ordinato sacerdote il 5 aprile 1760, iniziò la propria carriera presso la Curia romana durante il pontificato di Benedetto XIV(1740-1758), prestando servizio nella Congregazione del Buon Governo e presso la Sacra Consulta. Divenuto canonico di San Giovanni in Laterano, il 20 luglio 1775 fu inviato da papa Pio VI nunzio apostolico a Venezia, succedendo a Bernardino Honorati. A tale scopo fu nominato l'11 settembre 1775 arcivescovo in partibus infidelium di Tiro di Fenicia ed il 17 settembre seguente fu consacrato vescovo nella chiesa di Sant'Agnese fuori le mura dal cardinale Carlo Vittorio Amedeo delle Lanze, assistito da Nicolò Saverio Santamaria, vescovo di Cirene, e da Giuseppe Aluffi, vescovo di Bagnoregio, carica che mantenne fino al 1785. Nominato nunzio apostolico alla Repubblica di Venezia il 18 settembre 1775 fu anche nominato prelato domestico ed assistente al soglio pontificio dal 22 settembre dello stesso anno. Fu quindi nunzio presso la Serenissima per sette anni fino al 1782. Della nunziatura di Venezia resta la corrispondenza con il cardinale Carlo Rezzonico. Da queste missive sappiamo dei tentativi di ottenere l'arcivescovado di Bologna libero da pensioni e del fatto che il nunzio si trovava in difficoltà economiche per avere dovuto rinunciare al canonicato di San Giovanni in Laterano. Grazie alla mediazione del cardinale Rezzonico, Ranuzzi ottenne l'abbazia di Santa Lucia della Rocca di Roffeno. Ranuzzi fu il primo nunzio a Venezia a perdere le imposte sui fondi ecclesiastici e a doversi mantenere solo con le spedizioni di bolle per le parrocchie della città e i proventi della cancelleria. Erano a Venezia insorte nuove controversie per la immunità ecclesiastica, sempre difesa dalla Santa Sede per suo decoro. Pur essendosi dichiarato all'inizio incapace di sostenere una tale missione, il prelato bolognese, costretto ad accettare, come egli era uso, la volontà del papa, si accinse all'impresa. E subito incontrò il favore dei veneziani che benevolmente lo accolsero, e con le "nobili e costumate sue maniere" egli strinse amicizie ed intrattenne personaggi influenti della Serenissima sulle ragioni del Papa. Alla fine la fermezza del prelato fu vincente e piegò alla persuasione i veneziani in questa opera lunga e difficile. Il papa Pio VI ebbe a congratularsene e in una sua lettera lo chiamò "uomo benemerito dello Stato della Chiesa". Intanto si erano acuite le divergenze di carattere giurisdizionale tra la Chiesa e il regno di Portogallo. Papa Pio VI scelse personalmente monsignor Ranuzzi come nunzio apostolico presso il re di Portogallo il 26 febbraio 1782.
Lasciata Venezia con dispiacere dei veneziani per la partenza del rappresentante del papa, Ranuzzi fu inviato per una missione in Portogallo, dopo una breve permanenza a Bologna per incontrarsi con i parenti e occuparsi delle sue cose. Ranuzzi raggiunse il porto di Genova dove iniziò un fortunoso viaggio. L'imbarcazione sorpresa da una tempesta verso il Capo San Vincenzo, minacciò di affondare e scene di panico si ripetevano di continuo. Il nunzio rincuorò, anche con promessa di doni, i nocchieri e, fortemente amareggiandosi per aver voluto che i suoi servitori e le loro donne lo seguissero nel pericoloso viaggio, con le sue parole e con il suo esempio li ridusse alla calma finché non cessarono i venti.
Il pontefice Pio VI lo elevò al rango di cardinale con breve datato 7 aprile nel suo tredicesimo concistoro del 14 febbraio 1785, e lo nominò arcivescovo, titolo personale, di Ancona e Numana, sede vacante fin dal 3 agosto 1782 per la morte del cardinale Gian Ottavio Bufalini. La berretta cardinalizia gli fu portata in Portogallo dall'ablegato apostolico Luigi Gregori di Foligno e gli fu posta sul capo dal re Pietro III con una solenne funzione a Lisbona. La nunziatura di Portogallo iniziò il 4 aprile 1782 e si protrasse fino al 2 settembre 1786 dove Vincenzo Ranuzzi successe a Filippo Acciaiuoli. Prima di lasciare Lisbona il nunzio dovette assistere il moribondo re Pietro III al quale somministrò i sacramenti e celebrò le esequie. Il viaggio di ritorno attraverso la Francia, toccò poi Bologna dove il cardinale Ranuzzi si trattenne in famiglia per un paio di mesi e soltanto a maggio del 1787 tornò a Roma solo nel 1787, elogiato dal papa, gli fu imposto il pallio e ricevette il titolo di cardinale presbitero di Santa Maria sopra Minerva il 28 settembre, titolo che mantenne fino alla morte. Prese quindi possesso della sua diocesi e vi rimase fino alla morte. Erano anni di carestia, si prodigò quindi a favore dei bisognosi spendendo i redditi propri e della mensa vescovile. Sempre ed ovunque pronto a consolare gli afflitti, a provvedere alle necessità dei poveri, a richiamare il clero ed il popolo ai loro doveri, a prevenire il male ed a promuovere il bene, il cardinale Ranuzzi seppe farsi amare e stimare da tutti.
Negli sconvolgimenti seguenti alla rivoluzione francese, accolse numerosi prelati in fuga dalla Francia, durante le persecuzioni in patria. Si adoperò per mitigare gli eccessi della Rivoluzione, per evitare rappresaglie contro gli aderenti alla parte francese, con lo stesso spirito cristiano con cui aveva prestato opera e mezzi alle vittime della Rivoluzione. Nel pericolo di assedio di Ancona da parte dell'esercito austriaco, nelle more delle vicende napoleoniche, si rifiutò di abbandonare la città ed i suoi fedeli. Anche il cardinale Vincenzo, sebbene in luoghi e condizioni ben differenti, ebbe a patire a causa dei francesi che questa volta, attuando le minacce fatte dal re Sole al tempo della nunziatura dell'altro porporato di casa Ranuzzi, il cardinale Angelo, invasero lo Stato della Chiesa, rapinando tesori artistici, taglieggiando le ricchezze pubbliche e private, e soprattutto il patrimonio destinato al culto ed ai poveri. Sulla pacifica Italia rapidamente conquistata scesero morte e desolazione. Nonostante ciò, sotto il suo episcopato, a fatti luttuosi si avvicendarono avvenimenti assai importanti dal punto di vista religioso: nel 1795 fu riconosciuto ufficialmente il culto del beato Antonio Fatati. In quella occasione furono celebrati solenni festeggiamenti. Il 25 giugno 1796, mentre incombeva la minaccia dell'invasione francese, avvenne il prodigio dell'immagine della Madonna, venerata nella chiesa cattedrale di San Ciriaco. Il fatto eccezionale si ripeté per sei mesi consecutivi, suscitando commozione e risveglio religioso nella moltitudine dei fedeli, preoccupati dei gravi pericoli imminenti. Il periodo dal 7 febbraio 1797 al novembre 1799 fu per Ancona colmo di grandi sventure, causando miserie e sofferenze a tutta la popolazione. L'8 febbraio 1797, l'avanguardia delle forze francesi, agli ordini del generale Victor, giunse alle porte di Ancona e, dopo una breve scaramuccia, occupò la fortezza e la città. Il cardinale Ranuzzi, che nel frattempo si era rifugiato a Loreto, si dovette piegare a tutte le umiliazioni e concessioni richieste dagli invasori, fino ad emettere il giuramento davanti al governo repubblicano.
In seguito alla porpora divenne ponente e sottodecano della Consulta. Pio VI lo nominò membro delle congregazioni cardinalizie dei Vescovi e regolari, dell'Immunità ecclesiastica, del Concilio, delle Indulgenze e delle Reliquie, ma la partecipazione nelle congregazioni fu saltuaria poiché Ranuzzi rimase stabilmente presente nella sede della sua residenza episcopale. Ad Ancona abitò nel palazzo oggi chiamato Mei. Di questo periodo resta una lettera pastorale al popolo fedele del 1786. Sempre ad Ancona, durante la Rivoluzione Francese, diede ospitalità a numerosi ecclesiastici refrattari o in esilio. Fu pertanto onorato dagli stranieri ed amatissimo dal popolo. Intanto Ranuzzi andava declinando con la salute tanto da non poter partecipare al Conclave di Venezia, per l'elezione del pontefice essendo morto il 29 agosto 1799 a Valence Pio VI. Nel clima repubblicano e giacobino che dominava l'Italia quasi tutti i cardinali viventi si erano stabiliti a Venezia sotto la protezione dell'Austria. L'imperatore Francesco II fece predisporre il monastero dell'isola di San Giorgio Maggiore. Il conclave iniziò il 1º dicembre e il 14 marzo 1800 si raggiunse l'unanimità dei voti nella persona del cardinale Barnaba Chiaramonti che assunse il nome di Pio VII. L'imperatore non gradì quella nomina tanto che dispose che l'incoronazione non si svolgesse nella basilica di San Marco, ma nella chiesa di San Giorgio Maggiore: ciò avvenne il 21 marzo.
Il cardinale Ranuzzi già infermo, nei giorni 21, 22, 23 giugno 1800 ricevette la visita del neoeletto papa Pio VII, in vescovado, in viaggio verso Roma, da cui ricevette pubblica riconoscenza ed attestazioni di stima. Con l'aggravarsi delle sue condizioni si trasferì nel palazzo vescovile di Numana presso Ancona con la speranza di un miglioramento della sua salute, ma vi morì la sera del 27 ottobre 1800, all'età di 74 anni, tra il compianto di tutta la diocesi; fu sepolto in cattedrale.

## Genealogia episcopale e successione apostolica
La genealogia episcopale è:
- Cardinale Scipione Rebiba
- Cardinale Giulio Antonio Santori
- Cardinale Girolamo Bernerio, O.P.
- Arcivescovo Galeazzo Sanvitale
- Cardinale Ludovico Ludovisi
- Cardinale Luigi Caetani
- Cardinale Ulderico Carpegna
- Cardinale Paluzzo Paluzzi Altieri degli Albertoni
- Papa Benedetto XIII
- Papa Benedetto XIV
- Cardinale Carlo Vittorio Amedeo Ignazio delle Lanze
- Cardinale Vincenzo Ranuzzi

La successione apostolica è:
- Vescovo Joseph Jakob (Angelin vom heiligen Joseph) Geiselmayer, O.C.D. (1786)